# Goetheweg (Harz)

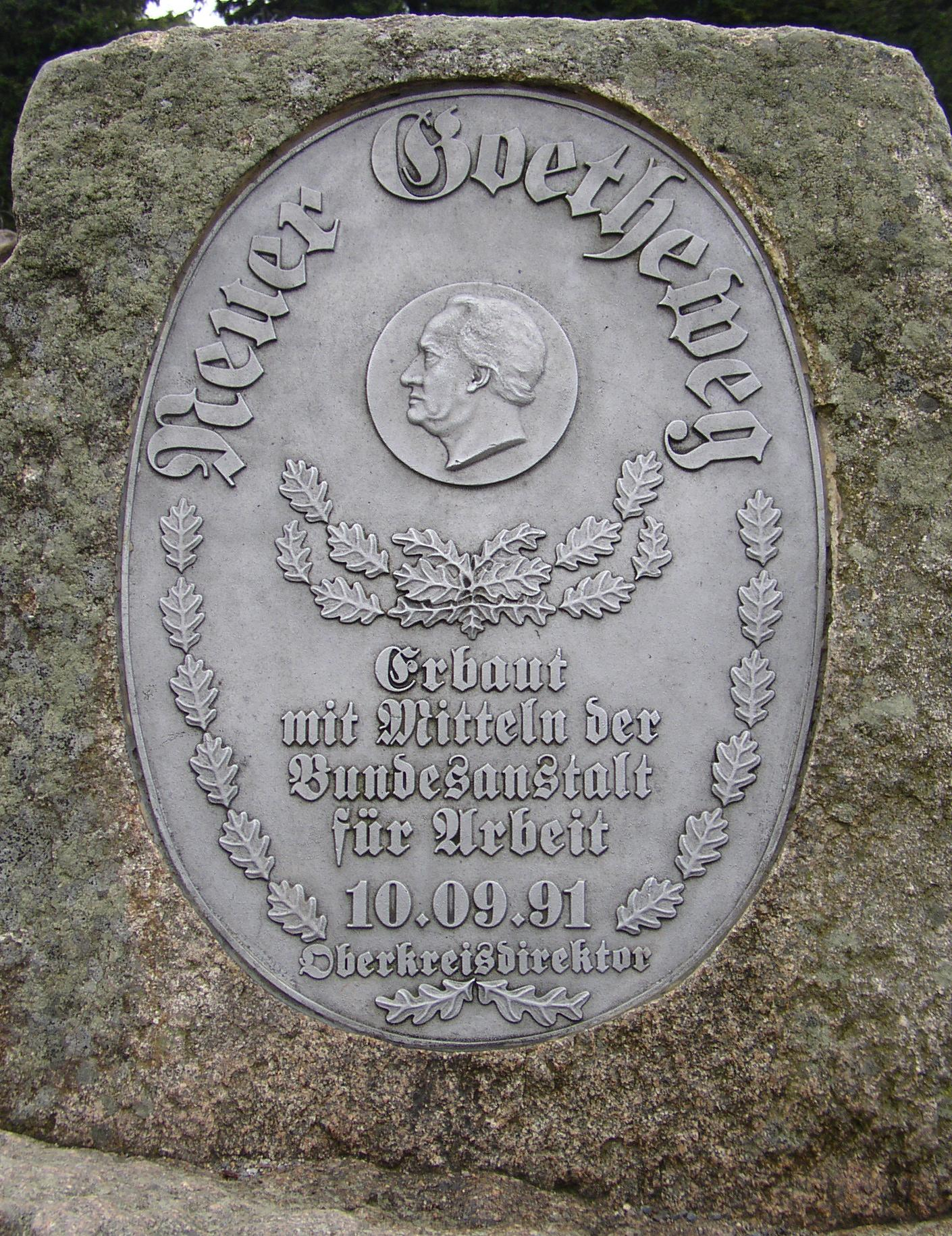
Gedenktafel „Neuer Goetheweg“

Der Goetheweg ist ein Wanderweg im Harz, benannt nach dem deutschen Dichter Johann Wolfgang von Goethe.

## Verlauf

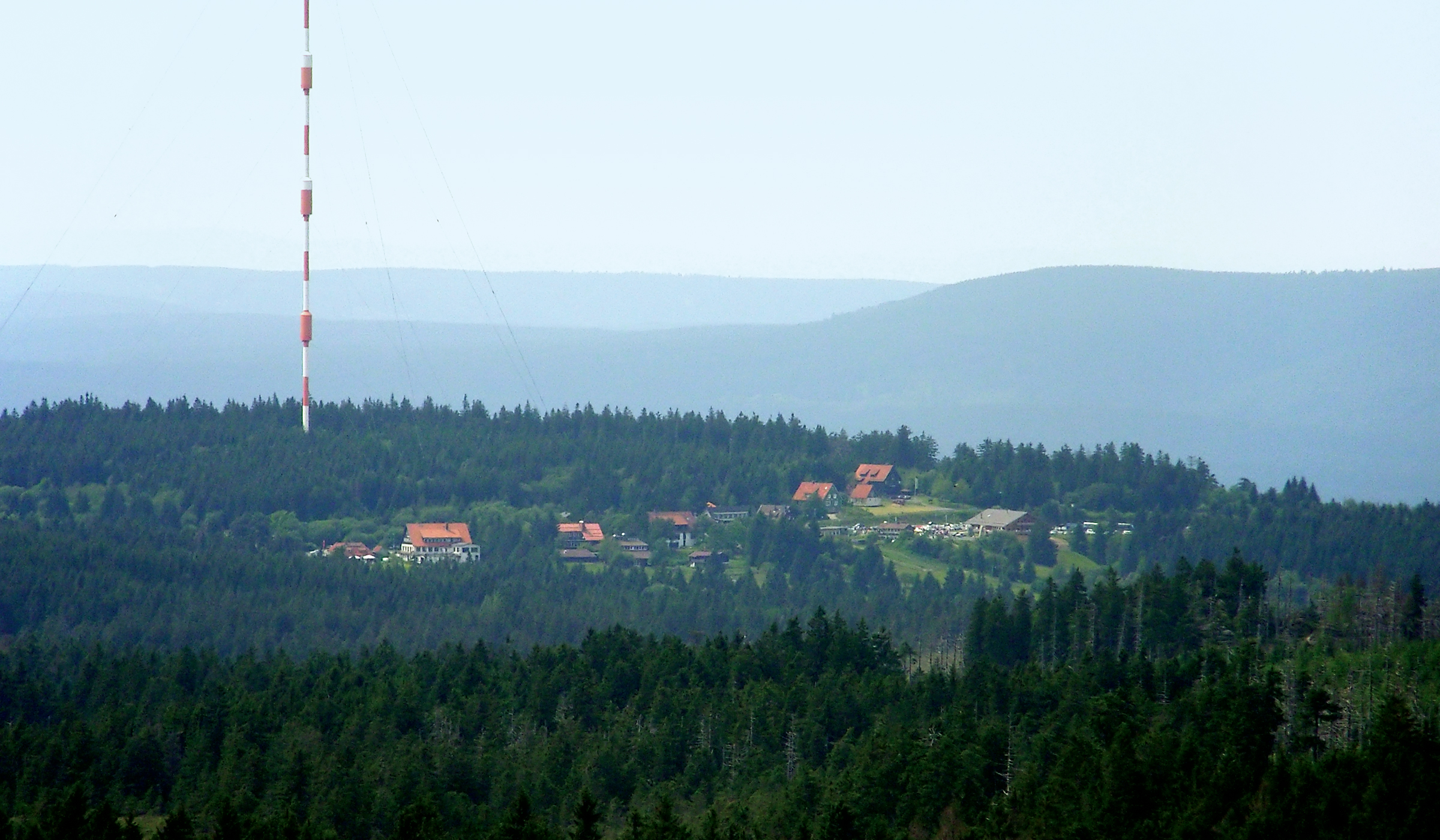
Blick vom Goetheweg auf Torfhaus

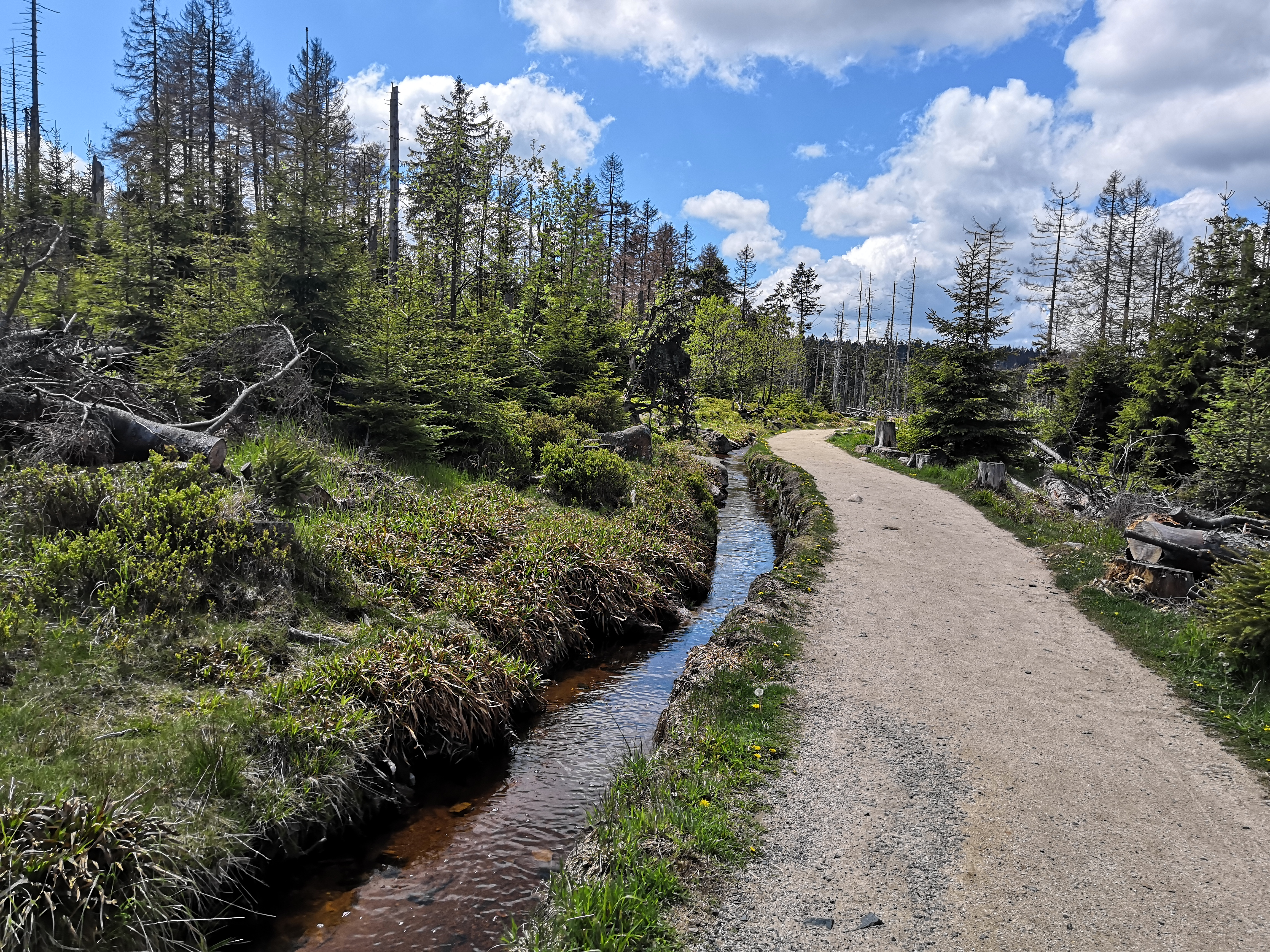
Begleitung auf dem Goetheweg – der Abbegraben

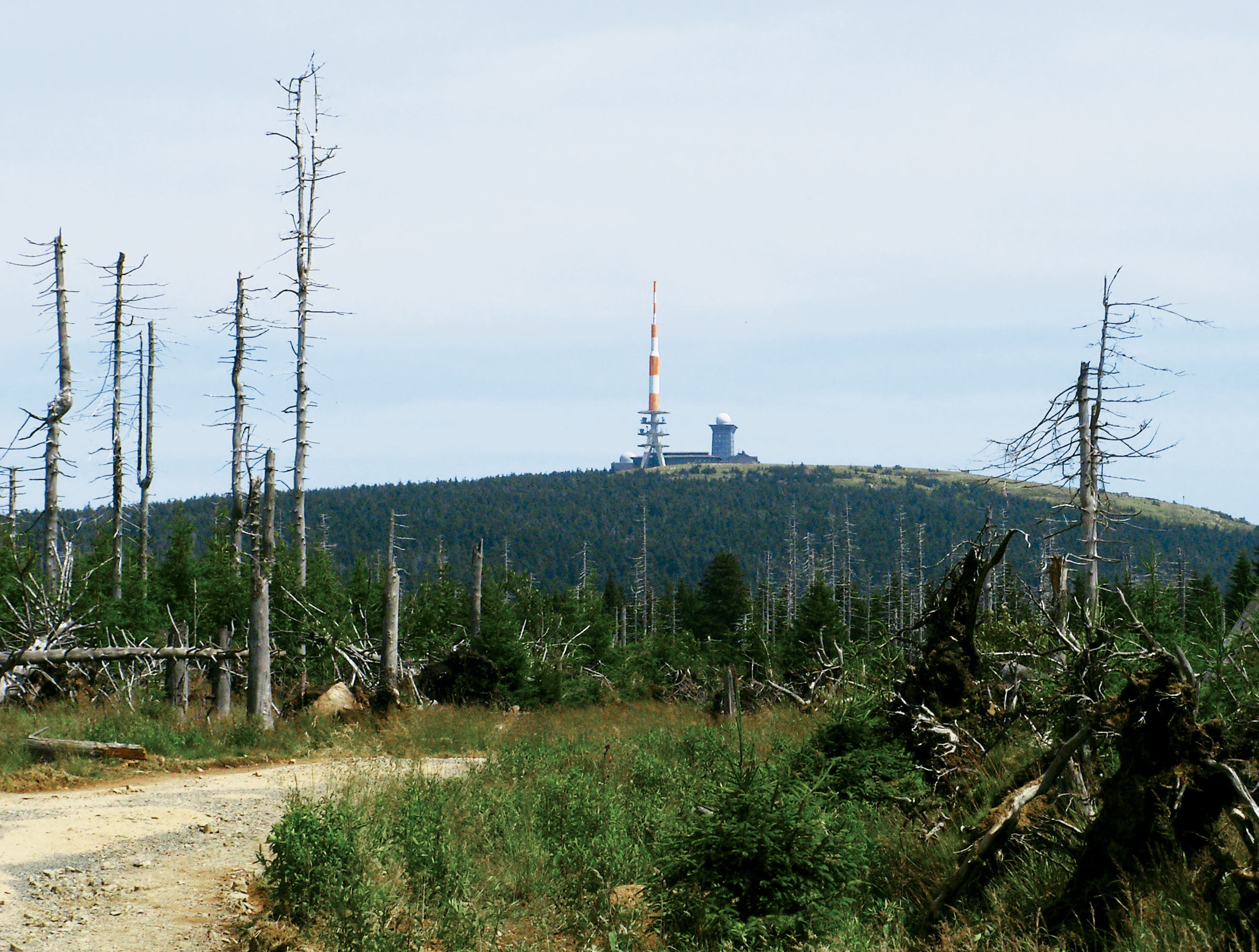
Blick vom Goetheweg auf den Brocken

Altenau–Torfhaus–Brocken
- Streckenlänge: 16,3 km (Altenau–Torfhaus 8,7 km / Torfhaus–Brocken 7,6 km)
- Niedrigster Punkt: 460 m (Marktplatz Altenau)[1][2][3]
- Höchster Punkt: 1.141,2 m (Brocken)

Der Goetheweg ist einer der meistfrequentierten Wanderwege im Nationalpark Harz. Auf ihm gelangen jährlich ca. 200.000 Menschen zum Brocken. Er folgt dem wahrscheinlichen Weg Goethes bei dessen Aufstieg von Altenau, wo er im Hotel Rathaus übernachtete, über Torfhaus zum Brocken am 10. Dezember 1777 unter Führung von Torfhaus-Förster Johann Christoph Degen. Goethes genaue Route ist heute jedoch unbekannt.

„Früh nach dem Torfhause in tiefem Schnee. 1 viertel nach 10 aufgebrochen, von da auf den Brocken. Schnee eine Elle tief, der aber trug. 1 viertel nach eins droben. Heitrer herrlicher Augenblick, die ganze Welt in Wolken und Nebel und oben alles heiter. Was ist der Mensch, dass du sein gedenkst. Um viere wieder zurück. Beim Förster auf dem Torfhause in Herberge.“

In Altenau am Marktplatz beginnend führt der Goetheweg vorbei am Kräuterpark und am Schneidwasser an der Landstraße entlang, bis diese beim Parkplatz Tischlertal gekreuzt wird. Weitergehend im Tischlertal folgt der Goetheweg einer Forststraße am Gebirgsbach Altenau entlang, bis diese den Dammgraben kreuzt. Nun folgt der Goetheweg der Landstraße nach Torfhaus für einige Kilometer und kreuzt diese auf Höhe des Wolfswarter Fußweg. Nach der Straßenkreuzung geht der Weg oberhalb des Magdeburger Weges weiter zum Parkplatz Rinderkopf und von dort nach Torfhaus. Von Torfhaus ausgehend, führt der Goetheweg entlang des Abbegrabens am Großen Torfhausmoor vorbei nach Südosten, bis unterhalb der Quitschenberg- und Luisen-Klippen der Kaiserweg erreicht wird. Nach einigen hundert Metern gemeinsamer Wegstrecke zweigt der Goetheweg nach Osten ab. In einem nordöstlichen Bogen über den Quitschenberg umrundet er das Brockenfeldmoor, das Quellgebiet der Flüsse Abbe und Kalte Bode. Kurz hinter dem Eckersprung wird die Landesgrenze zu Sachsen-Anhalt überquert. Am Bahnhof Goetheweg trifft der Weg auf die Brockenbahn. Bis zur Sperrung des Zonengrenzgebietes durch die DDR im Jahr 1961 verlief der Goetheweg nun auf geradem Weg nach Nordosten über den Königsberg an den Hirschhornklippen vorbei bis zum Gipfel des Brockens. Heute führt die Wegstrecke auf dem im Jahr 1991 eröffneten Neuen Goetheweg in einem Bogen entlang der Eisenbahnstrecke bis zur Brockenstraße. Hier wird die natürliche Baumgrenze überquert und kurz danach auf der Straße das Brockenplateau erreicht.
Von Juli 2008 bis Oktober 2009 wurde der vorher teilweise als Bohlensteig ausgeführte Neue Goetheweg zu einem drei Meter breiten Wanderweg ausgebaut. Diese im Vorfeld durchaus kritisch diskutierte Maßnahme ermöglicht eine maschinelle Präparation der Wegstrecke bei Schnee, wie sie auf den restlichen Abschnitten des Goethewegs schon vorher durchführbar gewesen ist. Hierdurch soll eine gefahrlose Begehung auch im Winter ermöglicht werden.
Der Goetheweg ist Teil des Harzer Hexenstieges.

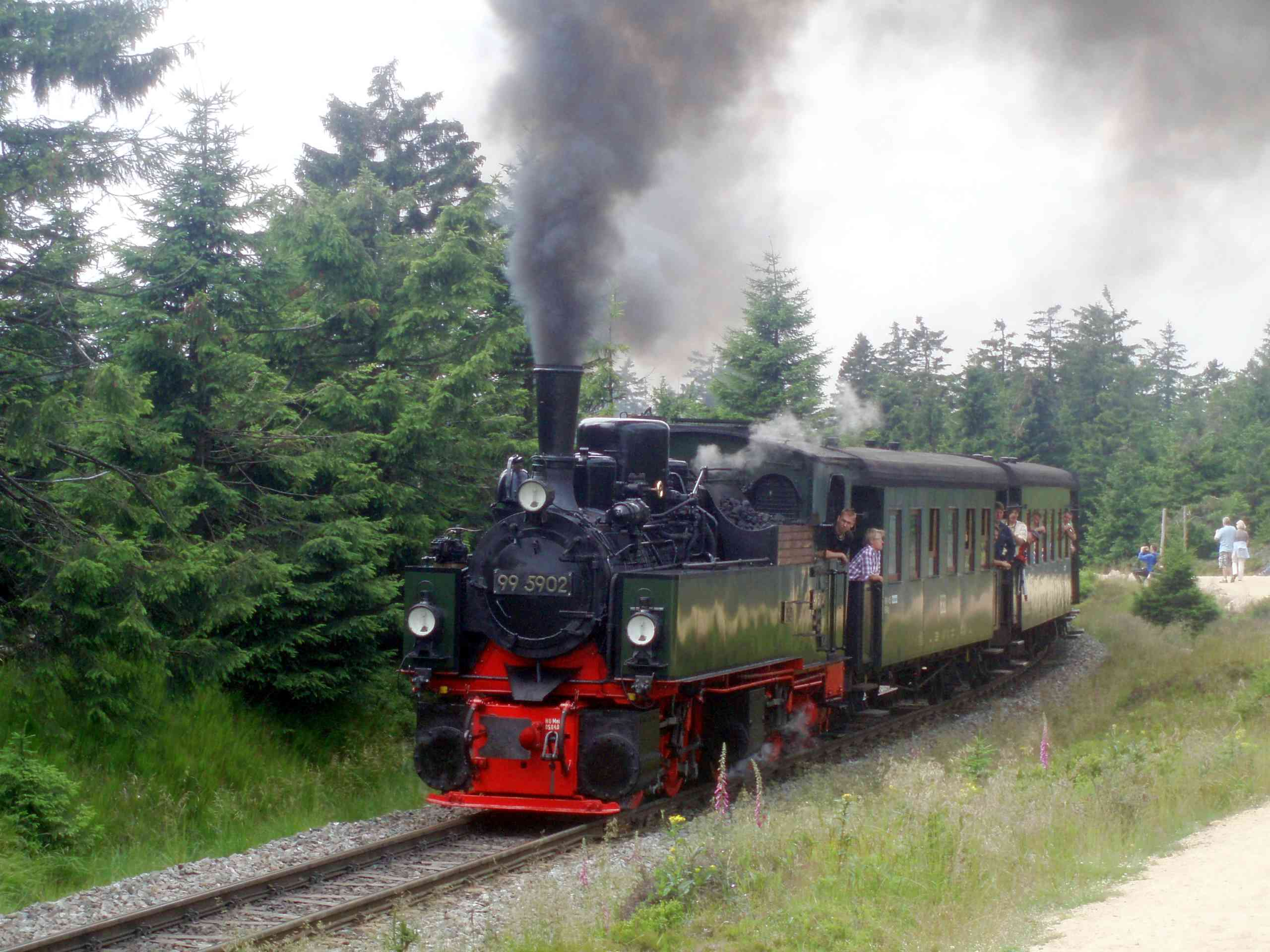
Sonderzug am Goetheweg
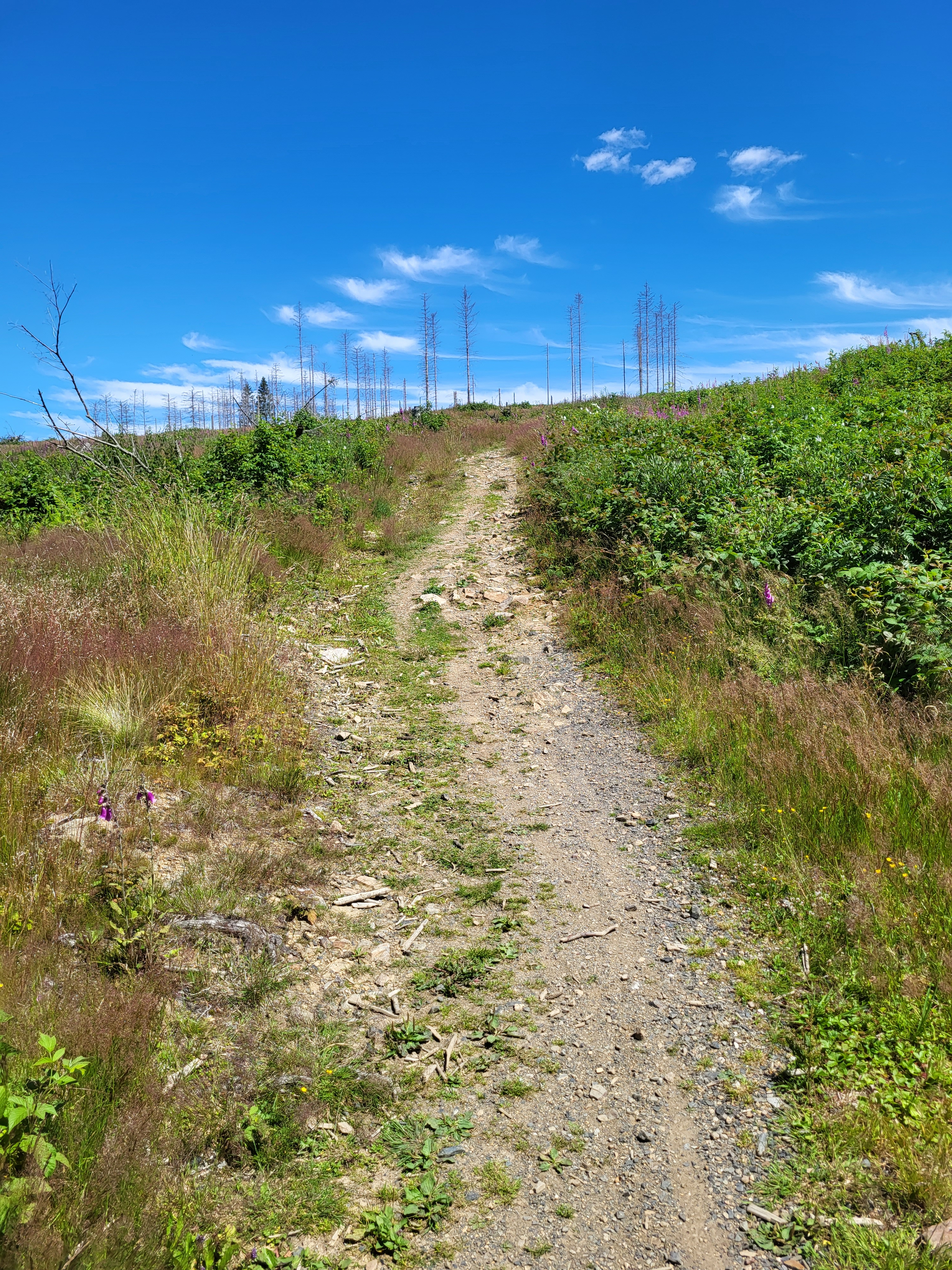
Goetheweg bei Altenau
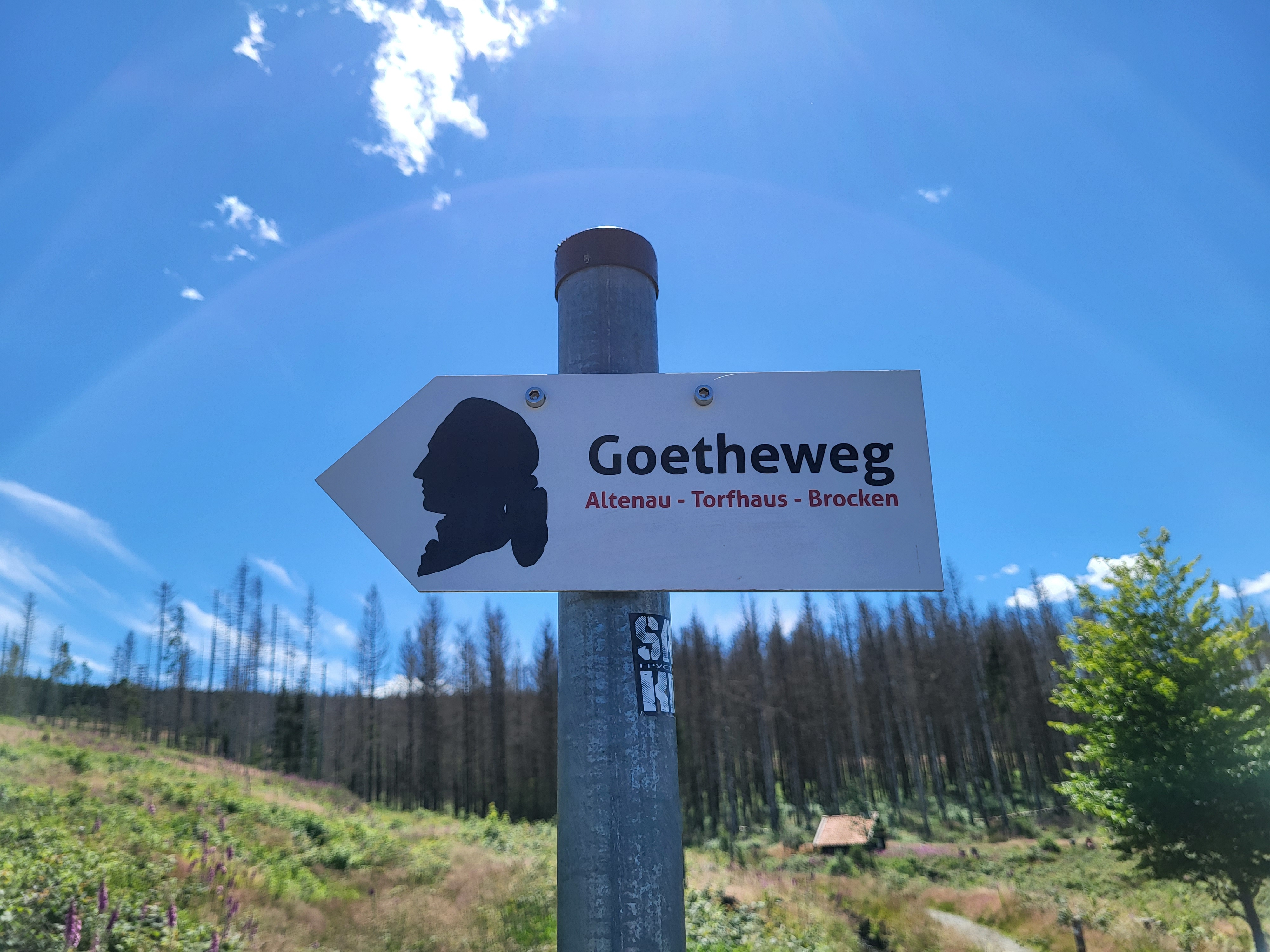
Schild Goetheweg
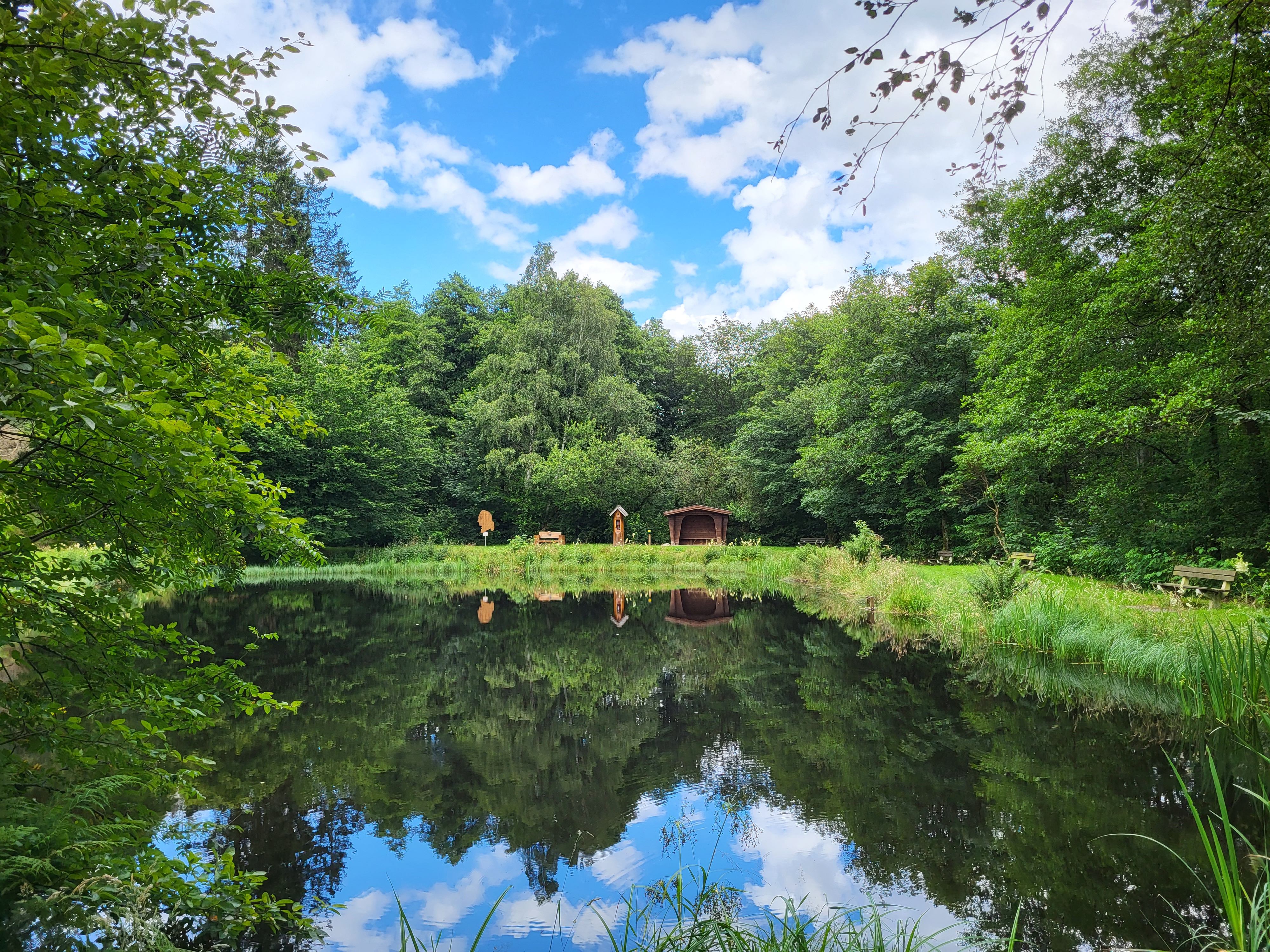
Seerosenteich bei Altenau, mit Goethestation
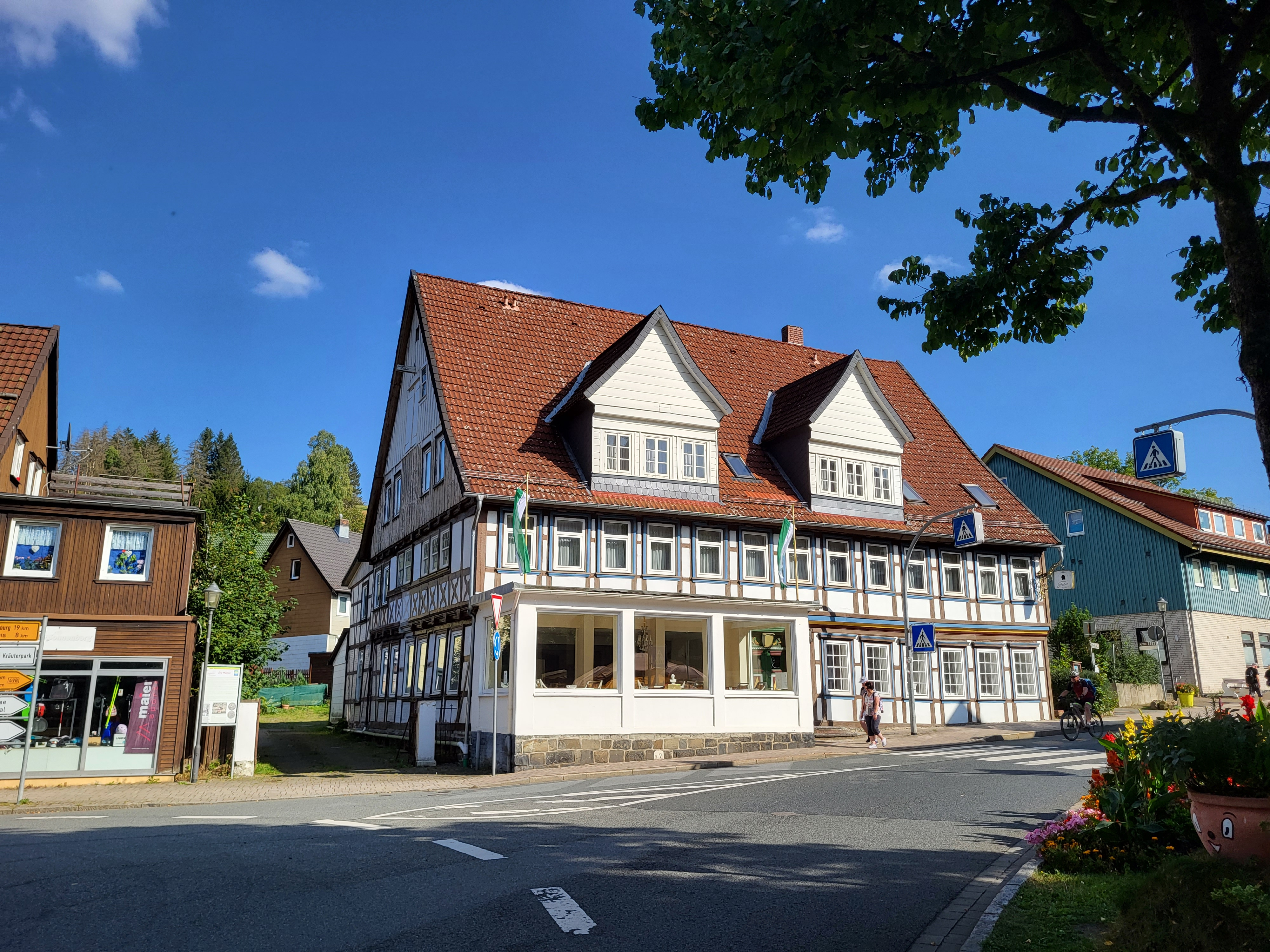
Beginn des Goethewegs am Goethehaus im Stadtzentrum Altenau's